# Castello Sforzesco (Vigevano)
Il Castello Sforzesco è un complesso di edifici della città italiana di Vigevano. Il perimetro si estende su un'area di oltre due ettari, nel punto più alto della città. Il castello si estende su una superficie di 70.000 m² per 5 piani. Ospita la Pinacoteca Casimiro Ottone, il Museo Archeologico Nazionale della Lomellina e il Museo internazionale della calzatura Pietro Bertolini.

## Storia
La storia del castello collima per alcuni secoli con quella del borgo di Vigevano, chiamato anticamente "Vicogebuin". Fino alla metà del Quattrocento infatti l'area del promontorio, racchiusa dagli edifici che compongono l'attuale castello, era il sito dove sorgevano le case dell'antico borgo con il primo palazzo comunale e le primitive chiese.
Il borgo circondato in origine da un rudimentale impianto di difesa in terra e legno, sostituito poi da una muraglia, aveva sul lato est un castello o recetto di forma quadrata, costituito inizialmente da una struttura in legno, sostituita prima del X secolo da muri in mattoni e separato dall'abitato da un fossato. Tale struttura, corrispondente all'attuale maschio, all'inizio svolse le funzioni di ricovero di foraggi e animali e di estrema difesa in caso di pericolo, ma con il passare del tempo e con i continui aggiustamenti e trasformazioni divenne, tra la fine del XIII e l'inizio del XIV secolo, sede e dimora signorile dei Visconti, i quali cominciarono a prendere possesso anche delle case dell'antico borgo, iniziandone la demolizione. Svuotamento e demolizione proseguiti e conclusi dagli Sforza nella seconda metà del XV secolo, quando il maschio, ulteriormente ampliato e abbellito, diventa un palazzo ducale circondato da scuderie ed edifici di servizio.

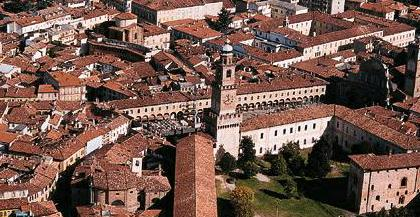
Veduta aerea del centro di Vigevano; si notano: la piazza Ducale, il castello, la torre del castello, il duomo, la chiesa di Santa Maria del Popolo e l'ex chiesa di San Dionigi (ora auditorium)

### Il periodo visconteo
Luchino Visconti, podestà di Vigevano nel 1319 e nel 1337, inserisce il villaggio nel suo piano di dominio territoriale, decidendo di farne una roccaforte difensiva inserita nello scacchiere territoriale dei castelli posti lungo l'Adda e il Ticino a difesa dello stato visconteo. In quest'ottica, nel 1341, realizza una rocca di difesa (in origine detta inferiore, prende l'attuale nome di rocca vecchia in contrapposizione alla rocca nuova edificata alla fine del XV sec.), posta ad una certa distanza dal castello, sul limite est del borgo che si stava ormai allargando fuori dal perimetro originale. Nel contempo inizia l'opera di trasformazione del vecchio castello in nuovo fortilizio sede e dimora ducale, edificio che nella nuova conformazione si presenta con pianta quadrangolare formata da muri merlati con tre corpi di fabbrica, torri agli angoli e una torre d'ingresso al centro della cortina anteriore. I lavori furono seguiti da Giacomo da Cozzo e Giovanni da Ferrara.
I lavori di ampliamento ed abbellimento del maschio proseguono per tutto il dominio visconteo.
Nel 1347 i due fortilizi vengono uniti dalla cosiddetta "strada coperta", un grande edificio fortificato lungo 164 metri e largo 7,50 che, stagliandosi nel panorama cittadino, permetteva un rapido collegamento tra il castello e le campagne circostanti. 

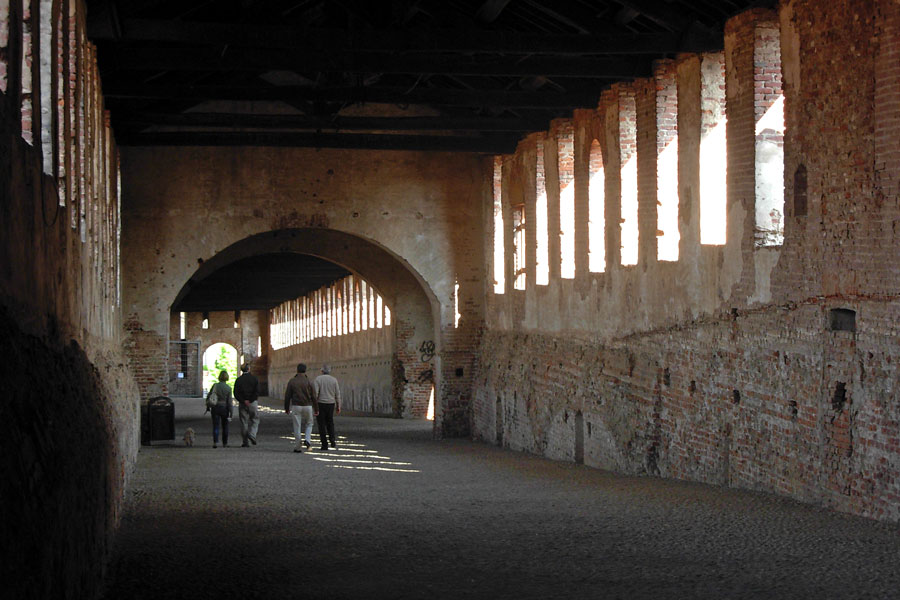
La "strada coperta"

### Il periodo sforzesco
Nel 1447, alla fine del dominio visconteo, la stessa popolazione di Vigevano, conquista la libertà comunale e distrugge la rocca esterna. Libertà che finisce già nel 1449, quando Vigevano viene cinta d'assedio da Bartolomeo Colleoni e Francesco I Sforza, marito di Bianca Maria figlia di Filippo Maria Visconti, e nuovo signore di Milano. Dopo la conquista lo Sforza ripara i danni dell'assedio e raddoppia la parte centrale del maschio verso l'esterno inglobando i resti della torre di sud-est distrutta proprio durante l'assedio.
Galeazzo Maria Sforza nel 1466, appena succeduto al padre Francesco, ordina nuovi interventi che trasformano definitivamente il maschio in palazzo ducale e, prendendo atto della cessata funzione difensiva delle mura dell'antico borgo, concede la costruzione di case nel fossato esterno, di altezza non superiore al muro. Nel 1472 il nuovo Duca interviene su due antichi edifici, posti lungo la muratura sud dell'antico borgo e utilizzati a stalla, sopralzandoli e modificandone il piano terra con l'inserimento di un doppio colonnato con volte a crociera e nuove finestre. Nel 1475 realizza il ponte con loggiato, posto a sud del maschio, mentre poco prima della morte dà l'inizio alla costruzione dell'edificio della falconiera, completato poi da Ludovico il Moro, reggente il ducato a nome del nipote Gian Galeazzo Maria Sforza.
Con Ludovico il Moro, nato proprio a Vigevano, il progetto sforzesco si attua in interventi di proporzioni e qualità rilevanti, completando il processo di trasformazione del castello in residenza. Il cortile, occupato in origine dall'antico borgo, viene svuotato dalle residue costruzioni, si costruiscono la terza scuderia, detta per questo di Ludovico, e l'edificio delle cucine, realizzato con la demolizione dell'antica chiesa di Sant'Ambrogio e collegato al maschio da un edificio a ponte, chiudendo così il circuito di edifici a contorno dell'ampio cortile. Il maschio viene ampliato sul lato est con la realizzazione di un giardino pensile racchiuso da due edifici porticati progettati dal Bramante e aperto verso est. Del complesso bramantesco rimane oggi, dopo il crollo del loggiato addossato alla strada coperta e lo svuotamento del giardino con l'abbassamento al livello attuale, solo l'edificio sud chiamato “loggia delle dame”.
Ad opera del Bramante si deve anche parte della decorazione pittorica che abbelliva il complesso di edifici prospiciente il cortile, di cui oggi rimangono tracce sulle pareti della scuderia di Ludovico, e il sopralzo dell'antica torre comunale, che verso il 1476 era già stata rialzata con nuovi merli e beccatelli per ospitare le campane della demolita chiesa di Santa Maria, realizzato in tre parti di cui la seconda con una cella campanaria e la terza con un corpo ottagonale coperto da una guglia.
I fasti del dominio sforzesco terminano con Francesco II Sforza il quale completa le decorazioni pittoriche del palazzo ducale.

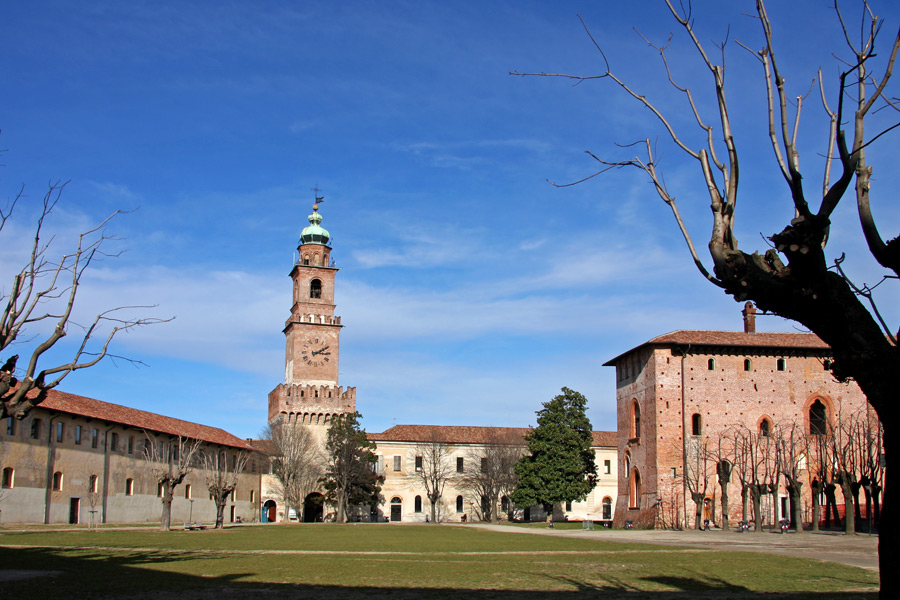
Un'immagine del complesso del castello

### Le modifiche ottocentesche

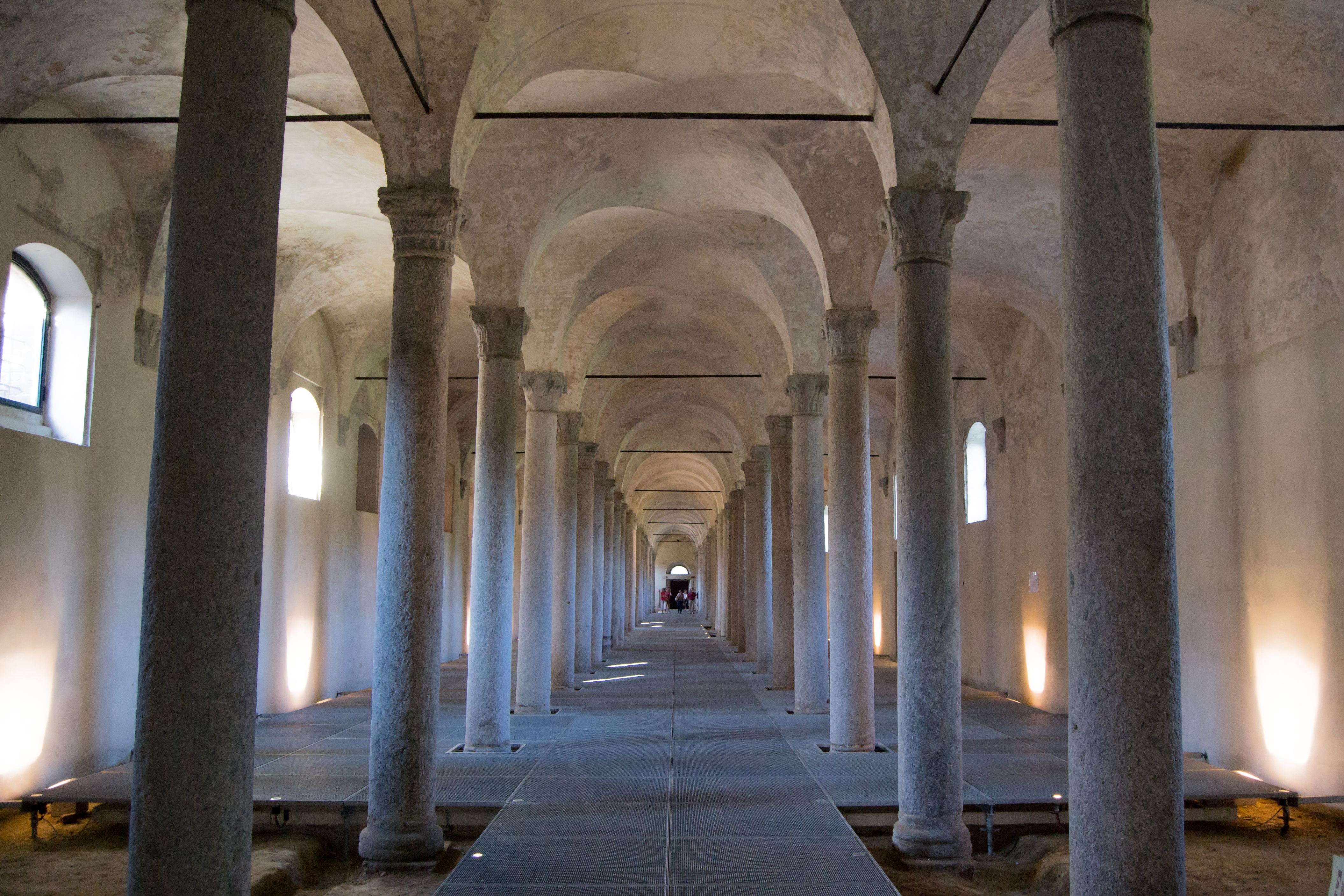
La Cavallerizza del castello di Vigevano

Dalla prima metà dell'Ottocento si compiono le modifiche più consistenti. Prima del 1824 avviene l'interramento del lato ovest del fossato e la demolizione della cortina muraria del maschio con il rivellino, mentre nel 1824 viene chiusa e soppressa la porta che apriva verso la chiesa di San Pietro Martire. Nel 1855, a seguito di un crollo di parte del corpo centrale del maschio e dell'antico scalone posto a ridosso della manica sinistra (che non fu più ricostruito), viene riedificata, ad opera dell'ing. Inverardi, la parte crollata con la modifica della parte verso la corte che ha comportato il rifacimento della facciata in stile Tudor, lo spostamento dell'accesso ai piani cantinati da destra a sinistra e la realizzazione di un nuovo scalone posto all'interno; lo stesso ingegnere progetta in stile neogotico l'ingresso da corso della Repubblica con un atrio che ingloba una campata della scuderia est. Nella seconda metà del secolo si completa l'interramento del fossato e si attua lo sterramento del giardino pensile, oggi chiamato cortile della duchessa con la ricostruzione del corpo a ridosso della strada coperta, ricostruzione che ha determinato la scomparsa della cappella ducale di epoca sforzesca e il trasferimento di nove affreschi (di cui otto attribuiti a Bernardino Ferrari) nel Municipio.
Altri interventi vengono compiuti per adattare il complesso alle nuove funzioni militari dotandolo di nuove strutture. Nel 1836 nella parte sud della rocca vecchia viene realizzato un grande edificio ad uso maneggio coperto oggi chiamato “cavallerizza”, una seconda cavallerizza (demolita a seguito di un crollo verificatosi nel 1979) di dimensioni minori venne costruita nella parte nord della rocca alla fine dell'Ottocento. Nel corso della seconda metà del secolo i locali del “prestino” (antico forno comunale situato ad est della torre e acquistato dall'amministrazione militare nel 1837) e quelli delle cucine ducali vengono ristrutturati, sopralzati di un piano e adibiti a circolo ufficiali; vengono interrate le parti rimaste del fossato; totalmente trasformato in portico terrazzato il ponte verso le ex cucine, mentre quello verso la falconiera viene rimaneggiato con la realizzazione di tre arconi al posto della muratura; svuotato fino alla quota attuale il giardino pensile, già parzialmente sterrato all'inizio del secolo; ricostruito il corpo addossato alla strada coperta e rimaneggiati gli interni delle scuderie.

### I restauri e l'apertura dei musei
Nel 1980, dopo un decennio di abbandono a seguito del cessato uso da parte dei militari, iniziano i lavori di restauro e recupero del grande complesso di edifici chiamato castello.
Il Museo Archeologico Nazionale della Lomellina, inaugurato nel 1998 e ampliato nel 2018, raccoglie le testimonianze archeologiche provenienti dal territorio lomellino.
Nel 2009 è stato trasferito nelle sale collocate sopra la seconda scuderia, Il Museo Internazionale della Calzatura Pietro Bertolini costituito dalla donazione fatta nel 1948 dall'industriale Pietro Bertolini al Comune di Vigevano della sua ricca collezione personale.

## Struttura
Il complesso è costituito da:

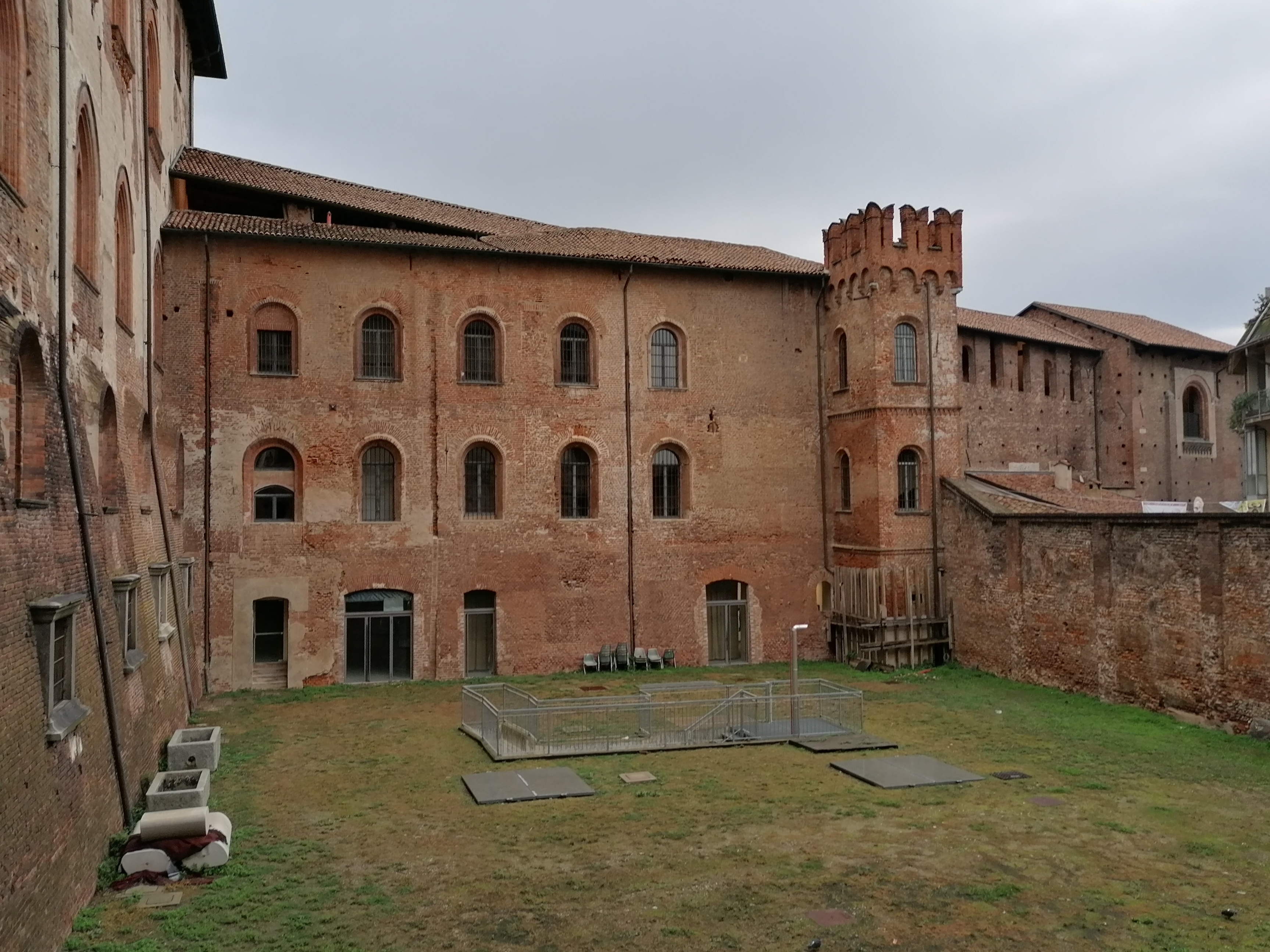
Cortile interno del castello

- La torre d'ingresso, detta del Bramante,
- Tre grandi scuderie, di cui quella vicina alla torre detta "di Ludovico",
- Un atrio d'ingresso neogotico,
- Un corpo con loggiato detto falconiera,
- Un ponte con loggia aerea,
- L'edificio principale detto maschio,
- Due corpi ottocenteschi posti tra il maschio e la torre,
- Il grande edificio della strada sopraelevata coperta,
- La rocca vecchia posta ad est che racchiude una grandiosa cavallerizza;

Gli edifici sono tutti legati tra di loro ed appaiono come una struttura unica con molte articolazioni.

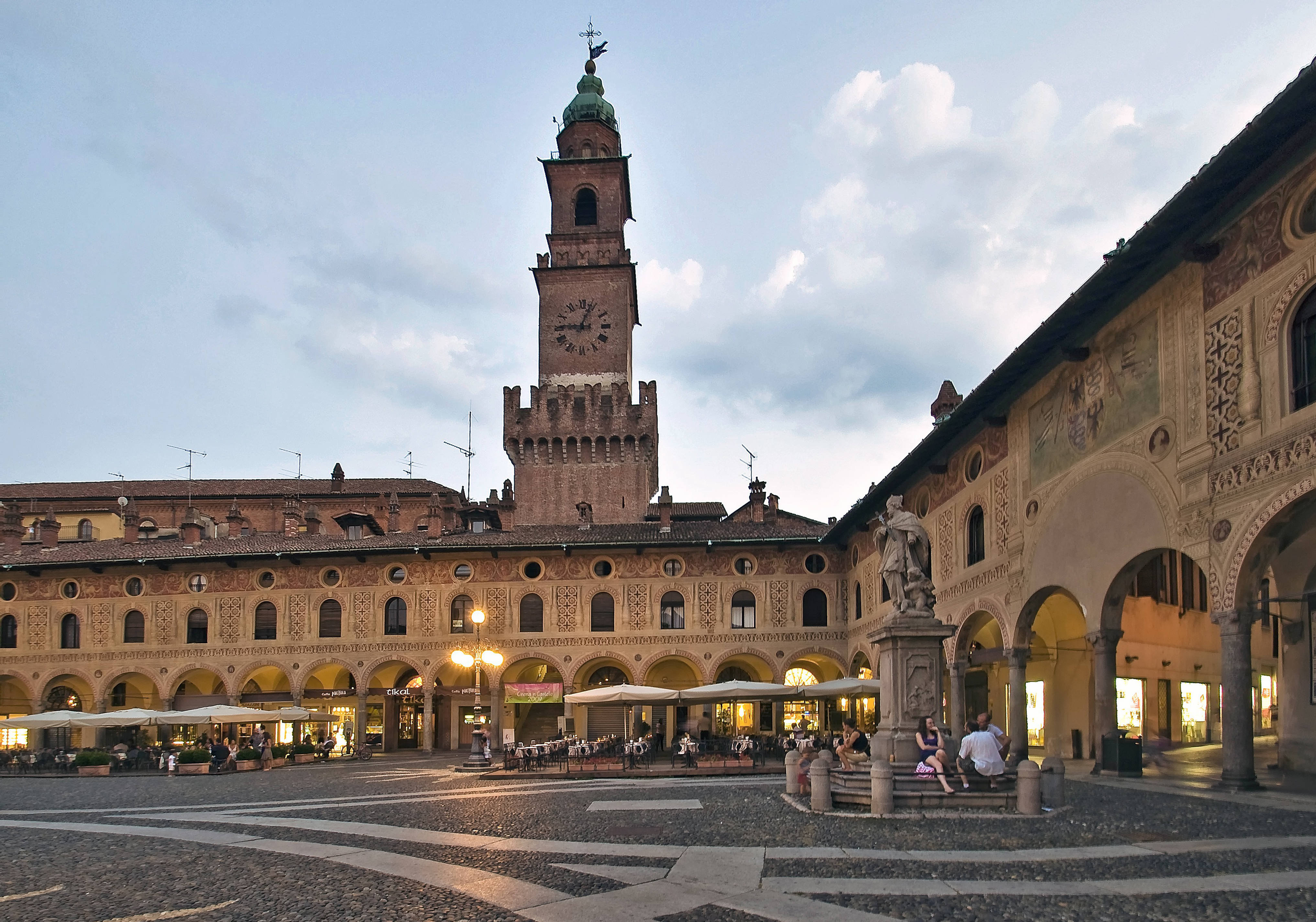
La torre del castello vista dalla piazza

### La torre d'ingresso, detta del Bramante
L'origine della torre, situata nel punto più alto della città, presso il castello, risale al 1198 e fu terminata alla fine del XV secolo, mentre nel XVII secolo venne aggiunto il cupolino barocco "a cipolla" in sostituzione dell'originaria guglia conica. La torre riprese la forma della torre del Filarete nel Castello Sforzesco di Milano, di cui - a sua volta - fu modello nella ricostruzione di inizio Novecento; è costituita da sezioni che si restringono avvicinandosi alla cima. Dai terrazzi è possibile ammirare un'ottima visuale della Piazza Ducale, del Castello e di tutta la città.
Alta ben 75 metri dal livello della piazza (57 metri dal livello della corte), la torre d'ingresso, detta del Bramante, è l'attuale torre civica della città di Vigevano, di cui da sempre è il simbolo.
Inoltre con i suoi 57 metri è la struttura più alta della città di Vigevano. è realizzata dalla sovrapposizione di tre piani digradanti verso l'alto. Il primo terrazzo è racchiuso dalla merlatura ghibellina, la sezione superiore accoglie l'orologio, mentre l'ultima, contiene la campana seicentesca. In cima si eleva il belvedere ottagonale di coronamento della torre.
La cella campanaria, inaccessibile al pubblico, ospita "il campanone", una grande campana seicentesca "fessa" per necessità. Infatti nell'Ottocento non esistevano i moderni sistemi elettronici per controllare le campane, e l'orologio della Torre, all'epoca meccanico, batteva ogni mezz'ora anche di notte. Pare che il suono del "campanone" fosse così forte, che gli abitanti delle case addossate al Castello e alla Piazza fossero praticamente impossibilitati a prendere sonno. Così presentarono in Comune una petizione in cui si chiedeva di "zittire" il bronzeo disturbatore! Alla fine si raggiunse un compromesso: dalla campana, con precisione quasi chirurgica, venne asportato uno spicchio in modo da renderla fessa e attutire il suono. Ed è così che ancora oggi la si può ascoltare battere i rintocchi ogni quarto d'ora.

## Museo archeologico nazionale della Lomellina
Il Museo archeologico nazionale della Lomellina, inaugurato nel 1998 e ampliato nel 2006, è nato con l'obiettivo di raccogliere i materiali archeologici provenienti da scavi o recuperi occasionali nel territorio lomellino, per diffonderne la conoscenza da parte di un vasto pubblico.
Il Museo è ospitato negli spazi della cosiddetta “terza scuderia” del Castello e nei locali ad essa annessi.